# Colonia Esperanza, Chihuahua
Colonia Esperanza är en ort i Mexiko.   Den ligger i kommunen Julimes och delstaten Chihuahua, i den nordvästra delen av landet, 1 200 km nordväst om huvudstaden Mexico City. Colonia Esperanza ligger 1 110 meter över havet och antalet invånare är 509.
Terrängen runt Colonia Esperanza är huvudsakligen platt. Colonia Esperanza ligger nere i en dal som går i nord-sydlig riktning.  Trakten runt Colonia Esperanza är nära nog obefolkad, med mindre än två invånare per kvadratkilometer. Närmaste större samhälle är Jiménez, 13,7 km söder om Colonia Esperanza. Trakten runt Colonia Esperanza består till största delen av jordbruksmark.